# Big Red
Big Red — жувальна гумка зі смаком кориці, випущена компанією William Wrigley Jr. у 1975 році. Big Red був доступний у Великій Британії та Ірландії в середині-кінці 1990-х років, але більше не доступний там. Це популярний сувенір для відвідувачів Сполучених Штатів з Ірландії або Великобританії.
Big Red також був випущений в Австралії на початку або в середині 1980-х, але був припинений там наприкінці 1980-х.
Він був перевиданий у 2004 році, і знову в кінці 2007 року. Він також доступний у Мексиці, Люксембурзі, Бельгії, Латвії, Норвегії, Польщі, Словенії, Новій Зеландії та деяких частинах Швеції; гумка, що продається в Німеччині, Норвегії та Польщі, не червона, а біла. Він має бути гострим на смак. Незважаючи на те, що це не гумка без цукру, у 2003 році в Сполучених Штатах Wrigley's замінила частину цукру аспартамом і Ace K, обидва штучні підсолоджувачі.

## Пісня «Big Red»
Як і його дочірній продукт, Juicy Fruit, Big Red мав власний комерційний джингл під назвою Kiss a Little Longer, який використовувався з 1977 по 1998 рік. Пісню написав Пітер Кофілд із Sunday Productions у Нью-Йорку, а виконав її Райан Деверо. Багато рекламних роликів зображували пари, які пристрасно цілувалися в романтичній обстановці протягом надзвичайно тривалого часу, завжди включаючи одного цілувальника, який потім повинен переслідувати свою поїздку.
Пізніше ця комерційна формула була спародійована кількома телевізійними шоу, включаючи Saturday Night Live. У серпні 2008 року компанія Wrigley об'єдналася з популярним автором пісень Ne-Yo, щоб оновити класичний джингл. У лютому 2010 року Verizon Wireless перепрофілював класичний джингл для телевізійної кампанії з галузевим псевдонімом компанії «Big Red» (посилання на колір логотипа компанії).

## У масовій культурі
Великий Червоний згадувався у фільмі 2006 року «Ночі Талладеги: Балада про Рікі Боббі» в титрах, де Рікі Боббі (його грає Вілл Феррелл) вимовляє фразу «Я Рікі Боббі, якщо ти не жуєш Big Red, тоді до біса».
Великий Червоний також з'являється у другому епізоді потокового серіалу Marvel Studios WandaVision. В епізоді, що відбувається в 1960-х роках, Vision дають шматок жувальної гумки Big Red. Однак Big Red не був представлений до 1975 року.